# New Bethlehem
New Bethlehem är en kommun av typen borough i Clarion County i Pennsylvania. Vid 2010 års folkräkning hade New Bethlehem 989 invånare.